# Bernardvillé
Ne doit pas être confondu avec Bernardswiller
Bernardvillé [bɛʁnaʁvile] est une commune française située dans la circonscription administrative du Bas-Rhin et, depuis le 1er janvier 2021, dans le territoire de la Collectivité européenne d'Alsace, en région Grand Est.
Cette commune se trouve dans la région historique et culturelle d'Alsace.

## Géographie
Bernardvillé est un village faisant partie de l'arrondissement de Sélestat-Erstein et du canton de Barr. Le village est au pied de la colline de l'Ungersberg. Le village est situé entre Itterswiller et Reichsfeld, près  d'Andlau et Epfig les deux bourgs les plus importants.
|            | Andlau       | Eichhoffen   |
| Reichsfeld | Bernardvillé | Itterswiller |
|            | Nothalten    |              |

### Cours d'eau
- Le Schernetz.

### Hydrographie
La commune est dans le bassin versant du Rhin au sein du bassin Rhin-Meuse. Elle est drainée par le ruisseau Schernetz,.
Le ruisseau Schernetz, d'une longueur de 18 km, prend sa source dans la commune de Reichsfeld et se jette  dans la Scheer à Kertzfeld, après avoir traversé sept communes. 

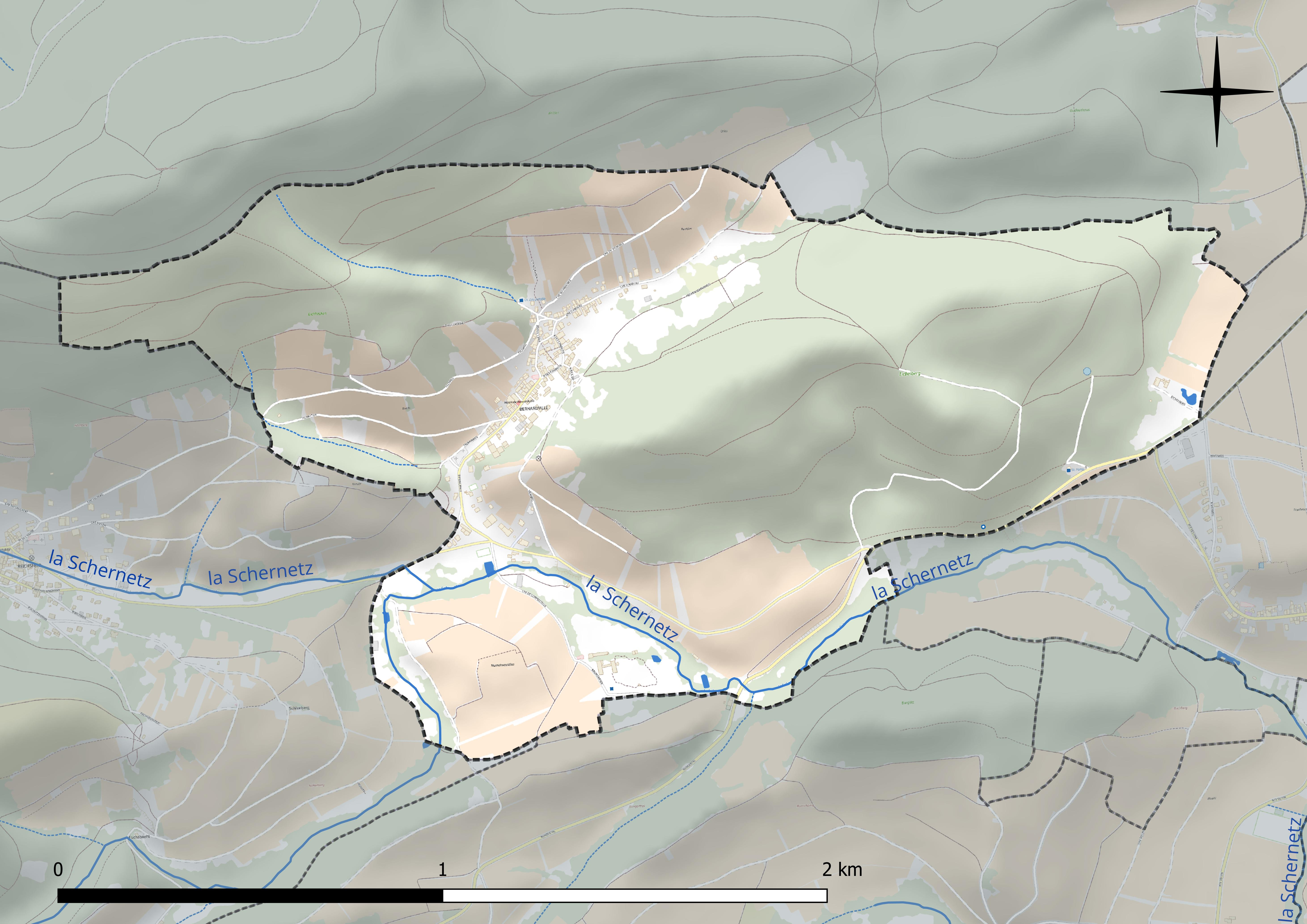
Réseau hydrographique de Bernardvillé.

### Climat
Pour des articles plus généraux, voir Climat du Grand Est et Climat du Bas-Rhin.
En 2010, le climat de la commune est de type climat des marges montargnardes, selon une étude du Centre national de la recherche scientifique s'appuyant sur une série de données couvrant la période 1971-2000. En 2020, Météo-France publie une typologie des climats de la France métropolitaine dans laquelle la commune est exposée à un climat semi-continental et est dans la région climatique  Vosges, caractérisée par une pluviométrie très élevée (1 500 à 2 000 mm/an) en toutes saisons et un hiver rude (moins de 1 °C). 
Pour la période 1971-2000, la température annuelle moyenne est de 10,1 °C, avec une amplitude thermique annuelle de 17 °C. Le cumul annuel moyen de précipitations est de 898 mm, avec 10,1 jours de précipitations en janvier et 9,9 jours en juillet. Pour la période 1991-2020, la température moyenne annuelle observée sur la station météorologique de Météo-France la plus proche, « Le Hohwald_sapc », sur la commune du Hohwald à 7 km à vol d'oiseau, est de 8,8 °C et le cumul annuel moyen de précipitations est de 1 129,1 mm. 
La température maximale relevée sur cette station est de 35,6 °C, atteinte le 25 juillet 2019 ; la température minimale est de −20,5 °C, atteinte le 7 février 1991,,. 
Les paramètres climatiques de la commune ont été estimés pour le milieu du siècle (2041-2070) selon différents scénarios d'émission de gaz à effet de serre à partir des nouvelles projections climatiques de référence DRIAS-2020. Ils sont consultables sur un site dédié publié par Météo-France en novembre 2022.

## Urbanisme

### Typologie
Au 1er janvier 2024, Bernardvillé est catégorisée commune rurale à habitat dispersé, selon la nouvelle grille communale de densité à sept niveaux définie par l'Insee en 2022.
Elle est située hors unité urbaine. Par ailleurs la commune fait partie de l'aire d'attraction de Strasbourg (partie française), dont elle est une commune de la couronne,. Cette aire, qui regroupe 268 communes, est catégorisée dans les aires de 700 000 habitants ou plus (hors Paris),.

### Occupation des sols
L'occupation des sols de la commune, telle qu'elle ressort de la base de données européenne d’occupation biophysique des sols Corine Land Cover (CLC), est marquée par l'importance des forêts et milieux semi-naturels (57 % en 2018), une proportion identique à celle de 1990 (57 %). La répartition détaillée en 2018 est la suivante : 
forêts (57 %), cultures permanentes (34,5 %), prairies (8,5 %). L'évolution de l’occupation des sols de la commune et de ses infrastructures peut être observée sur les différentes représentations cartographiques du territoire : la carte de Cassini (XVIIIe siècle), la carte d'état-major (1820-1866) et les cartes ou photos aériennes de l'IGN pour la période actuelle (1950 à aujourd'hui).

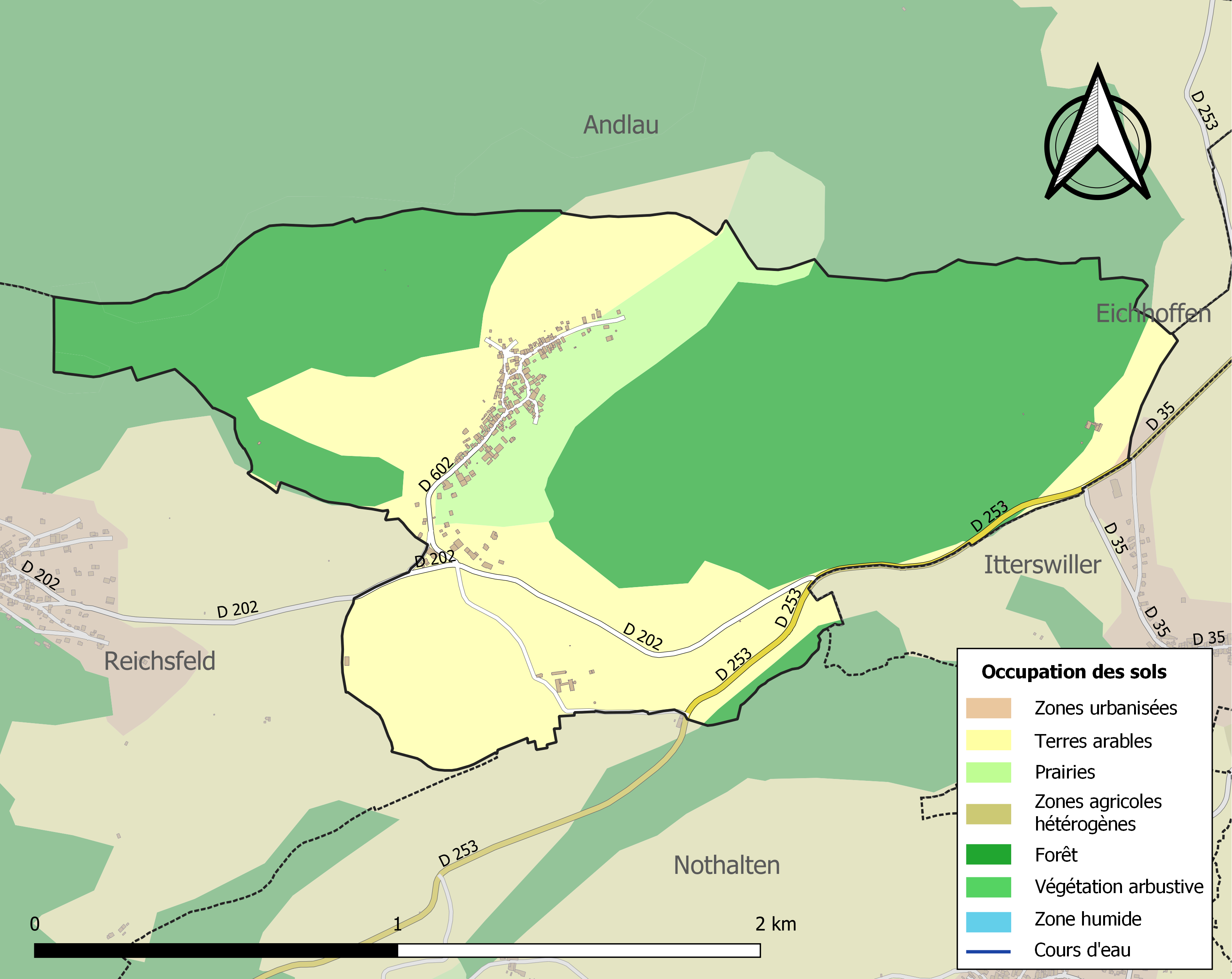
Carte des infrastructures et de l'occupation des sols de la commune en 2018 (CLC).

## Toponymie
- Bernardveiler (1793), Bernardswiller-Barr (1801)[16], Bernhardsweiler (1871).
- en alsacien : Batschwiller ím Loch et Batschwiller.

## Histoire

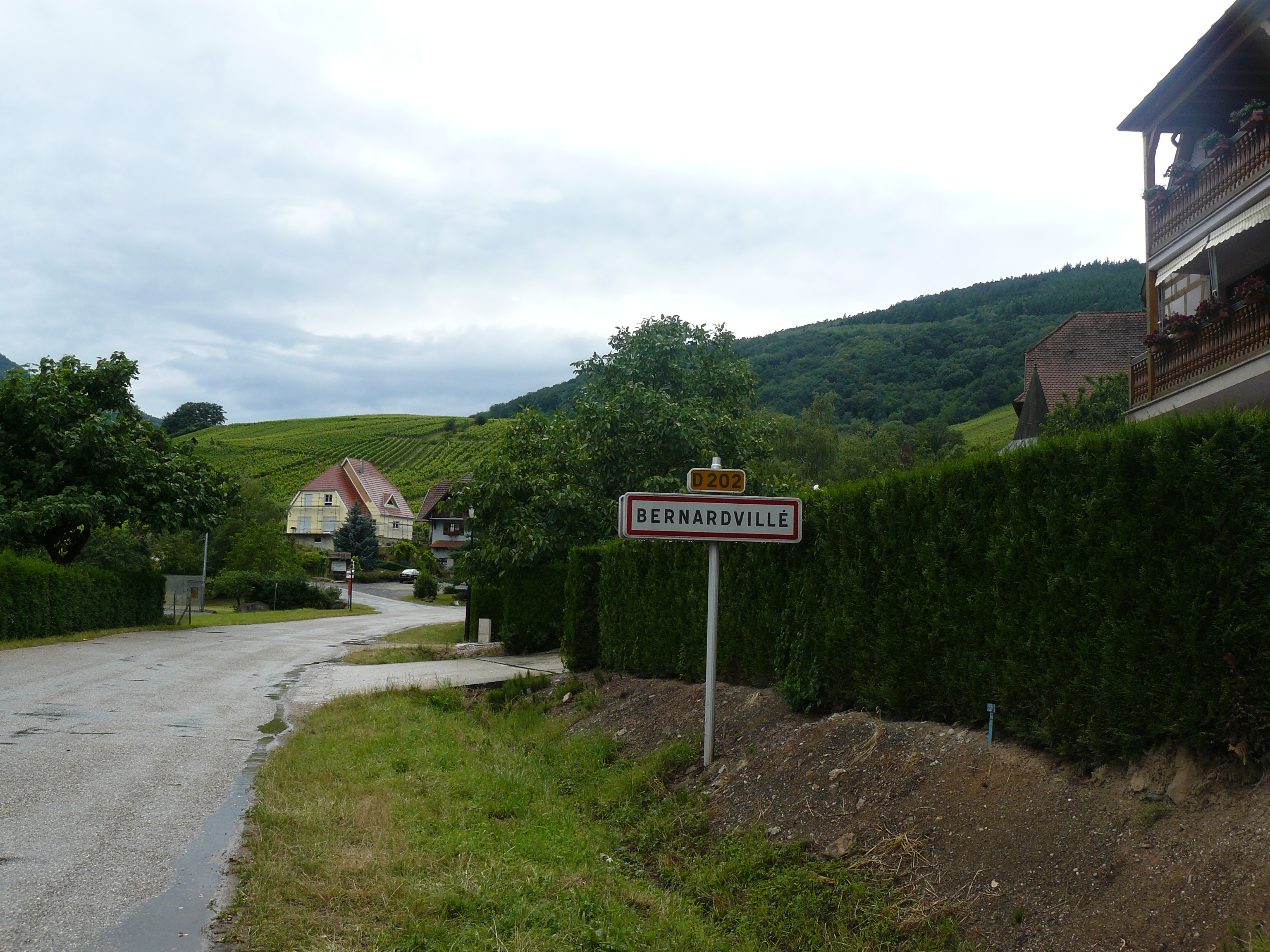
Entrée du village de Bernardvillé.

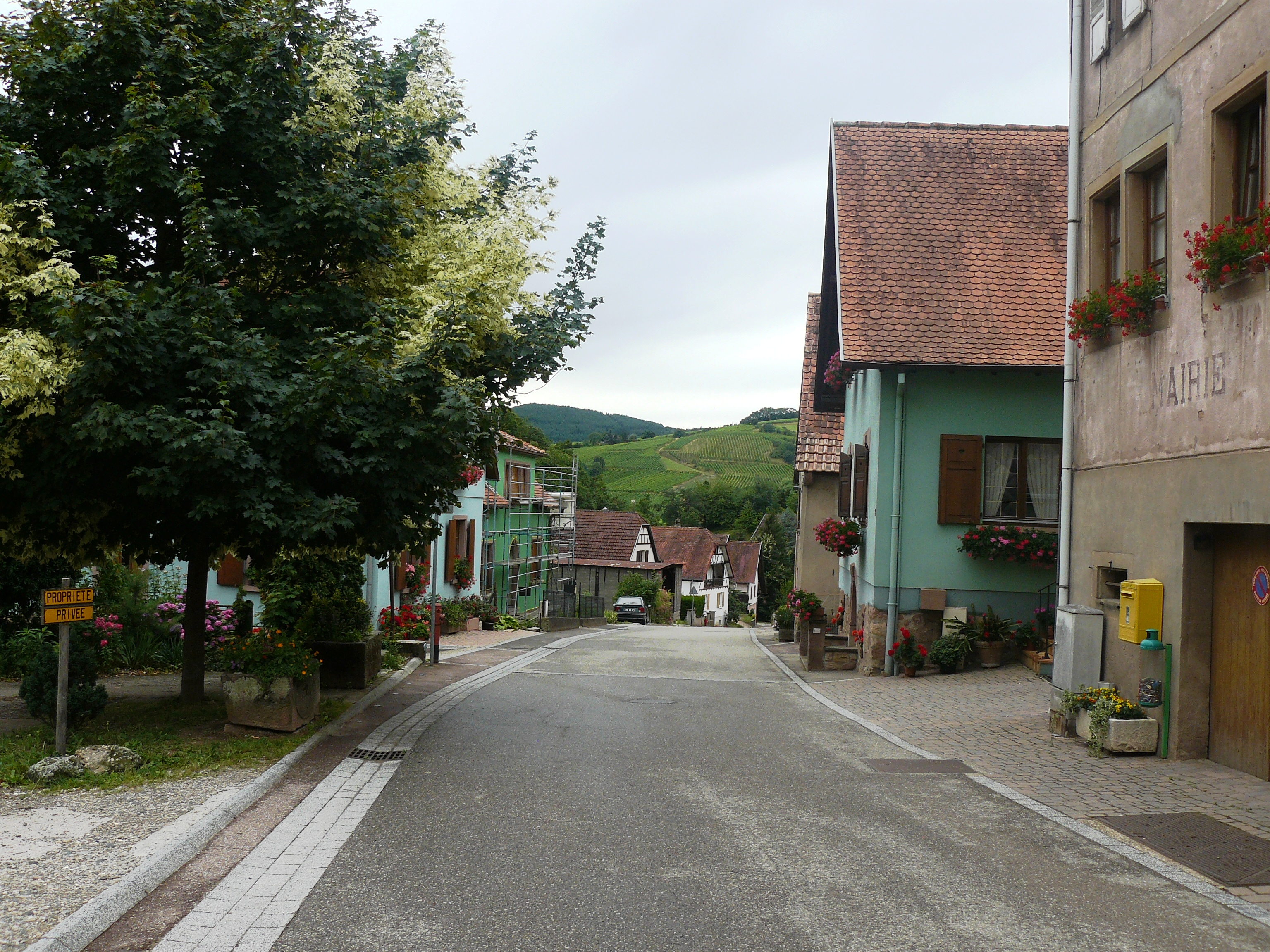
Le milieu du village.

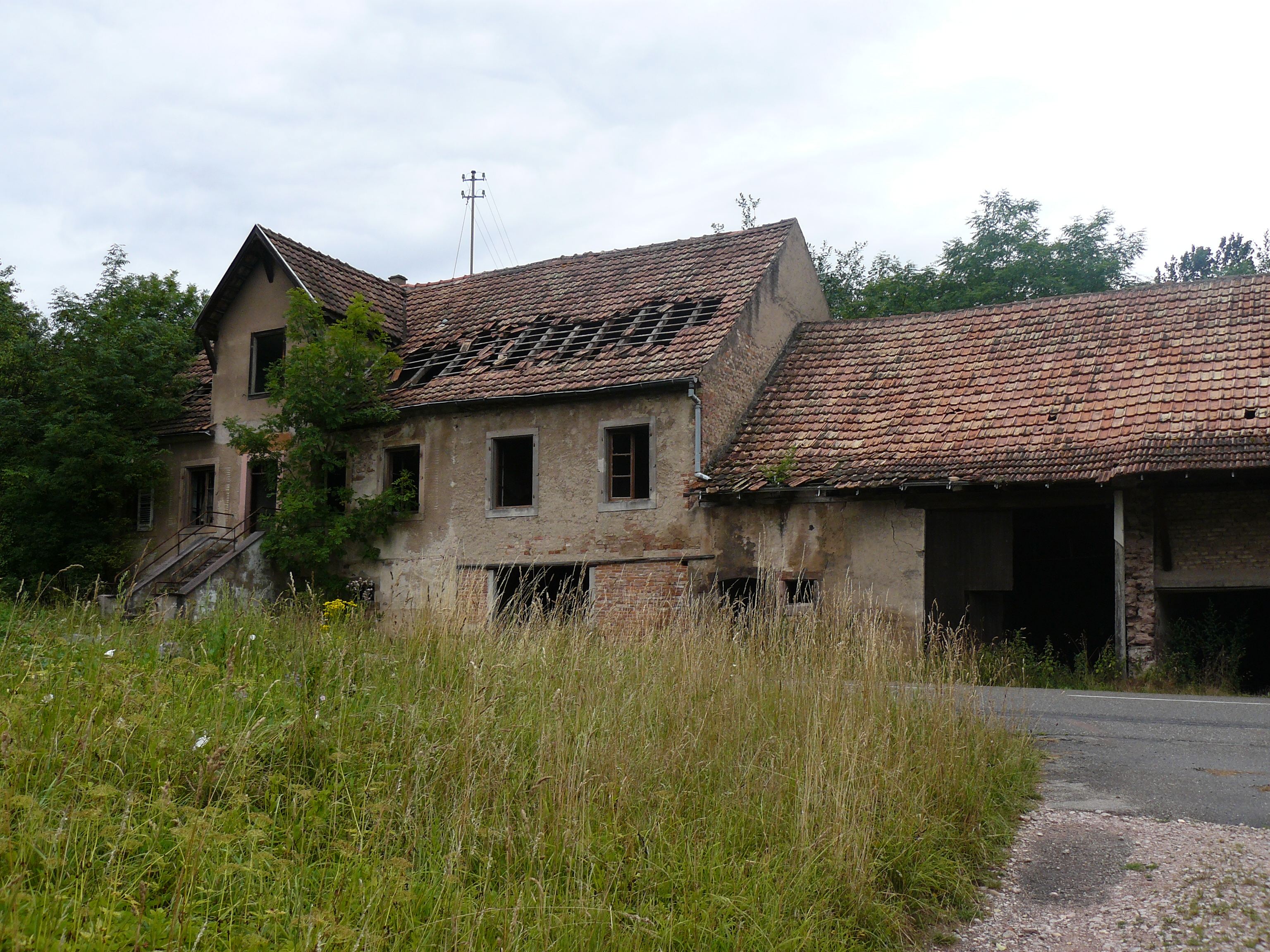
Ancienne ferme du XIXe siècle.

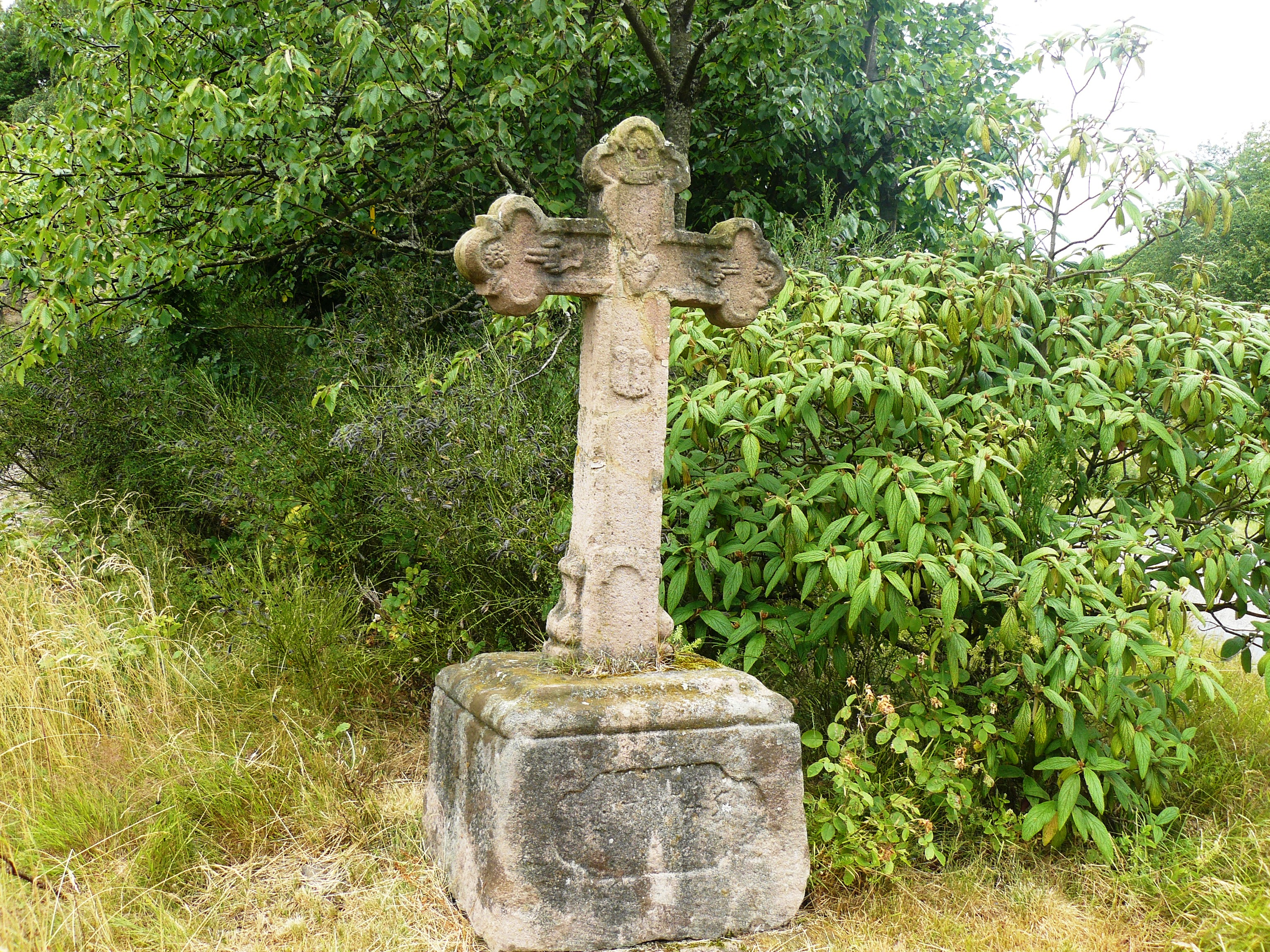
Ancienne croix érigée après la guerre de Trente Ans, puis restaurée entretemps.

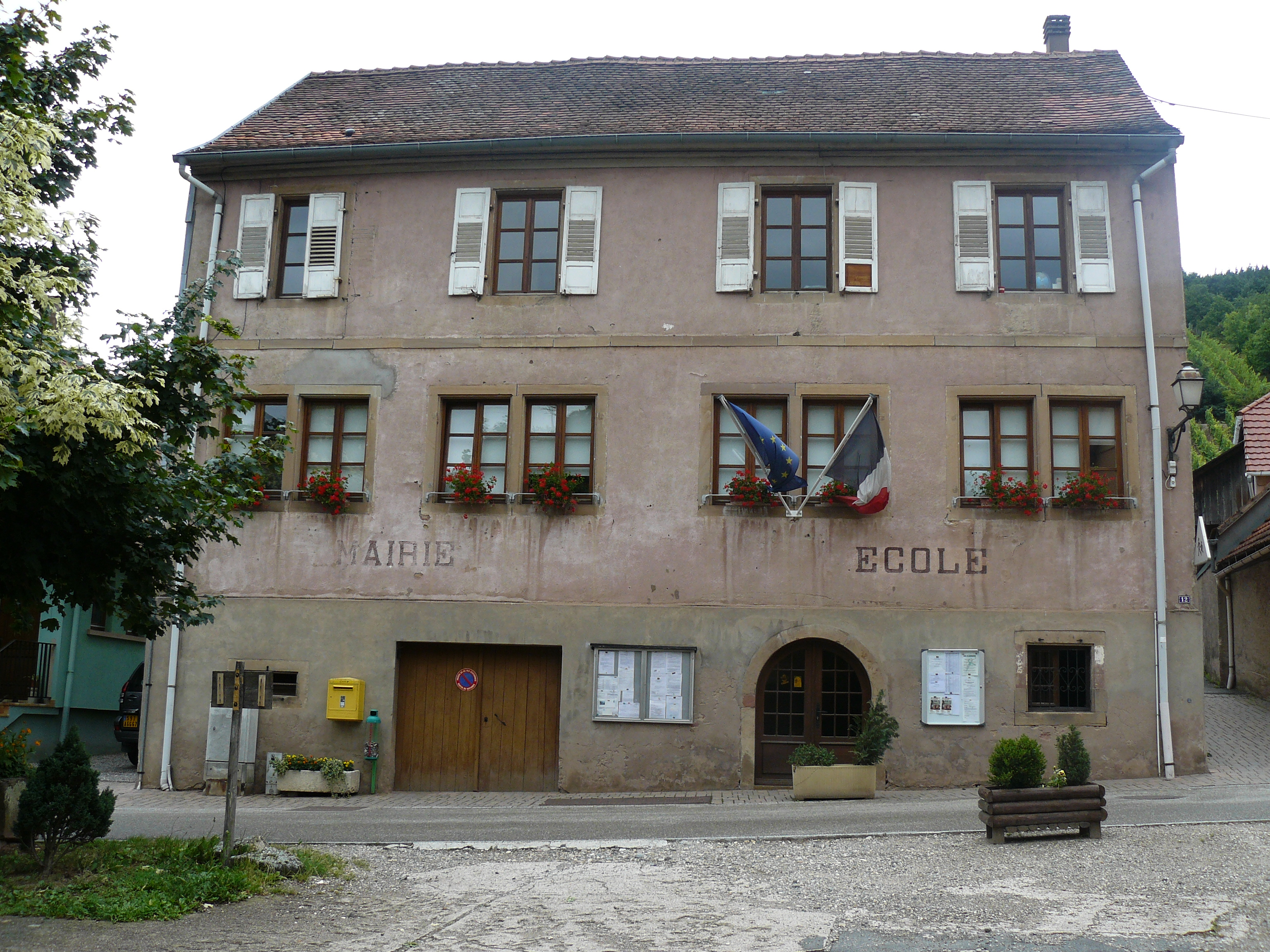
Mairie de Bernardvillé.

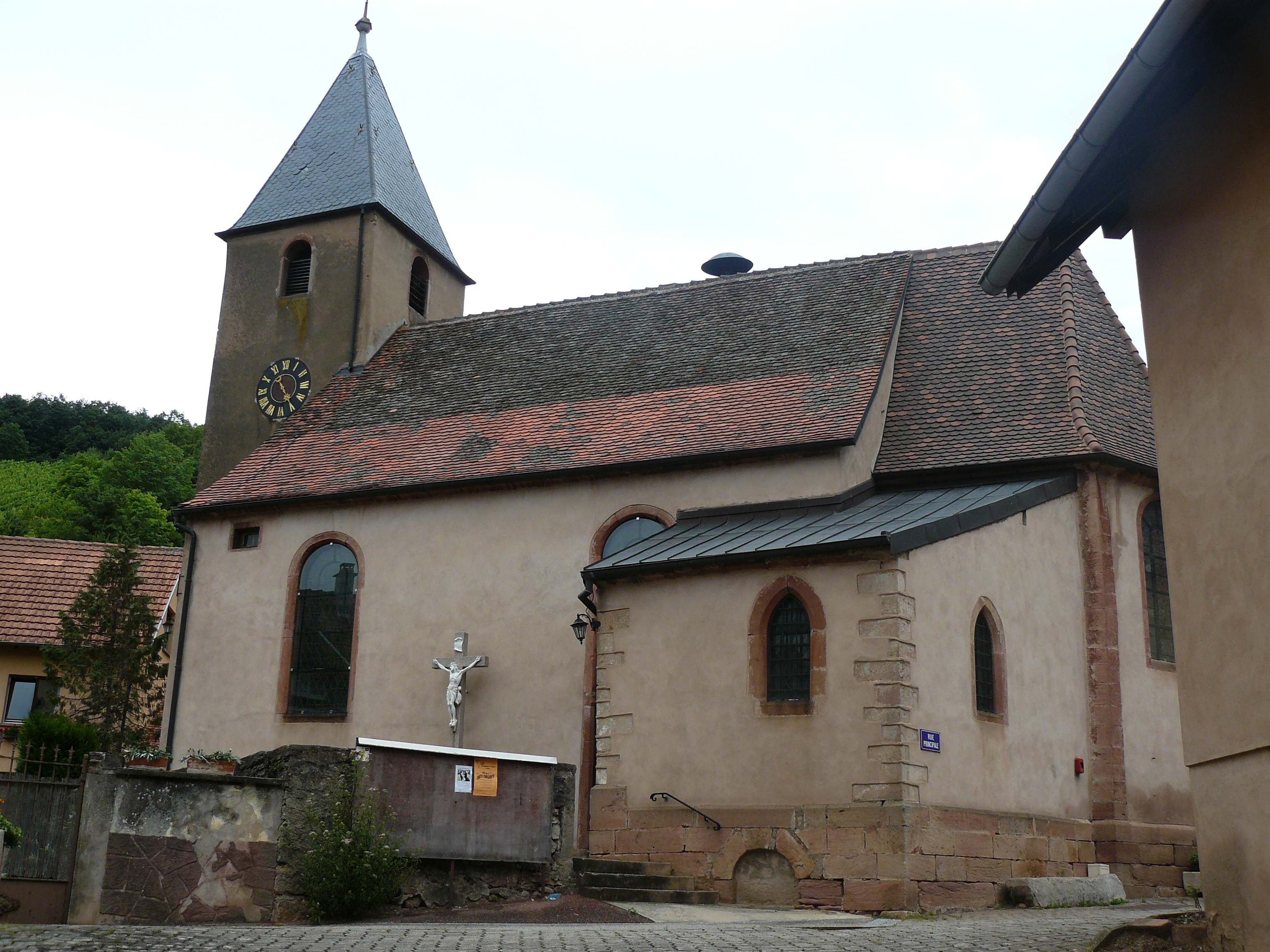
L'église Saint-Antoine-l'Ermite.

La localité se développe autour de l'abbaye de Baumgarten créée en 1125 par Cunon de Michelbach, évêque chassé de Strasbourg par l'empereur. Le village est mentionné pour la première fois dès 1260. Les sires d'Andlau vassaux du Saint-Empire germanique pour leurs fiefs à Bernardvillé y sont propriétaires depuis 1305 et gardent leurs titres jusqu'à la Révolution. Le village fut dévasté à plusieurs reprises lors des guerres qui désolèrent l'Alsace, et il fut entièrement détruit lors de la guerre des paysans. Il existe encore dans la commune plusieurs maisons anciennes, notamment le presbytère qui date de 1732. Depuis le XVIIIe siècle, le village ne s'étend plus. Depuis la fin du XXe siècle, il est surtout un lieu de résidence.

### Héraldique
| Blason de Bernardvillé | Blason  | Coupé : au premier d'argent au tau d'azur aux branches duquel sont appendues deux clochettes du même, au second de sinople plain. |
| Blason de Bernardvillé | Détails | |

## Politique et administration
| Période                                  | Période  | Identité               | Étiquette   | Qualité            |
| ---------------------------------------- | -------- | ---------------------- | ----------- | ------------------ |
| 1835                                     | 1856     | Berthel Jean Louis     |             | vigneron           |
| 1857                                     | 1865     | Hubrecht Philippe      |             | vigneron           |
| 1865                                     |          | Geiger François Joseph |             |                    |
|                                          | 1912     | Geiger                 |             |                    |
| 1912                                     | 1915     | Reisser                |             |                    |
| 1915                                     | 1918     | Maurer                 |             |                    |
| 1919                                     | 1939     | Risch François Joseph  |             | conseiller général |
| avant 1981                               | ?        | Jean-Pierre Barthel    |             |                    |
| 2001                                     | 2008     | Hugues Petit           | UMP         |                    |
| mars 2008                                | mai 2020 | Hugues Petit           | UMP puis PS |                    |
| mai 2020                                 | En cours | André Risch            |             |                    |
| Les données manquantes sont à compléter. |          |                        |             |                    |

## Démographie
L'évolution du nombre d'habitants est connue à travers les recensements de la population effectués dans la commune depuis 1793. Pour les communes de moins de 10 000 habitants, une enquête de recensement portant sur toute la population est réalisée tous les cinq ans, les populations de référence des années intermédiaires étant quant à elles estimées par interpolation ou extrapolation. Pour la commune, le premier recensement exhaustif entrant dans le cadre du nouveau dispositif a été réalisé en 2005.

En 2022, la commune comptait 199 habitants, en évolution de −13,48 % par rapport à 2016 (Bas-Rhin : +3,17 %, France hors Mayotte : +2,11 %).
| 1793 | 1800 | 1806 | 1821 | 1831 | 1836 | 1841 | 1846 | 1851 |
| ---- | ---- | ---- | ---- | ---- | ---- | ---- | ---- | ---- |
| 317  | 277  | 288  | 359  | 391  | 411  | 396  | 412  | 412  |

| 1856 | 1861 | 1866 | 1871 | 1875 | 1880 | 1885 | 1890 | 1895 |
| ---- | ---- | ---- | ---- | ---- | ---- | ---- | ---- | ---- |
| 376  | 358  | 338  | 331  | 318  | 317  | 317  | 292  | 296  |

| 1900 | 1905 | 1910 | 1921 | 1926 | 1931 | 1936 | 1946 | 1954 |
| ---- | ---- | ---- | ---- | ---- | ---- | ---- | ---- | ---- |
| 286  | 290  | 274  | 257  | 244  | 219  | 227  | 219  | 212  |

| 1962 | 1968 | 1975 | 1982 | 1990 | 1999 | 2005 | 2006 | 2010 |
| ---- | ---- | ---- | ---- | ---- | ---- | ---- | ---- | ---- |
| 191  | 194  | 188  | 146  | 187  | 199  | 202  | 194  | 221  |

| 2015 | 2020 | 2022 | - | - | - | - | - | - |
| ---- | ---- | ---- | - | - | - | - | - | - |
| 230  | 203  | 199  | - | - | - | - | - | - |

## Lieux et monuments

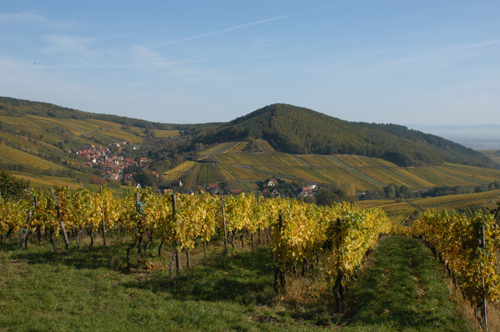
Le village blotti dans sa vallée.
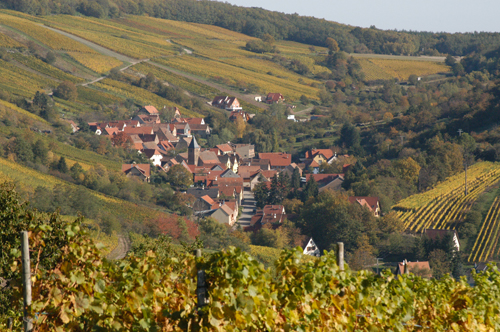
Le village et le vignoble.
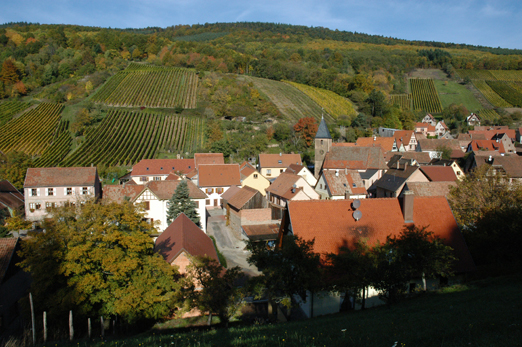
Le village.

### Église Saint-Antoine l'ermite

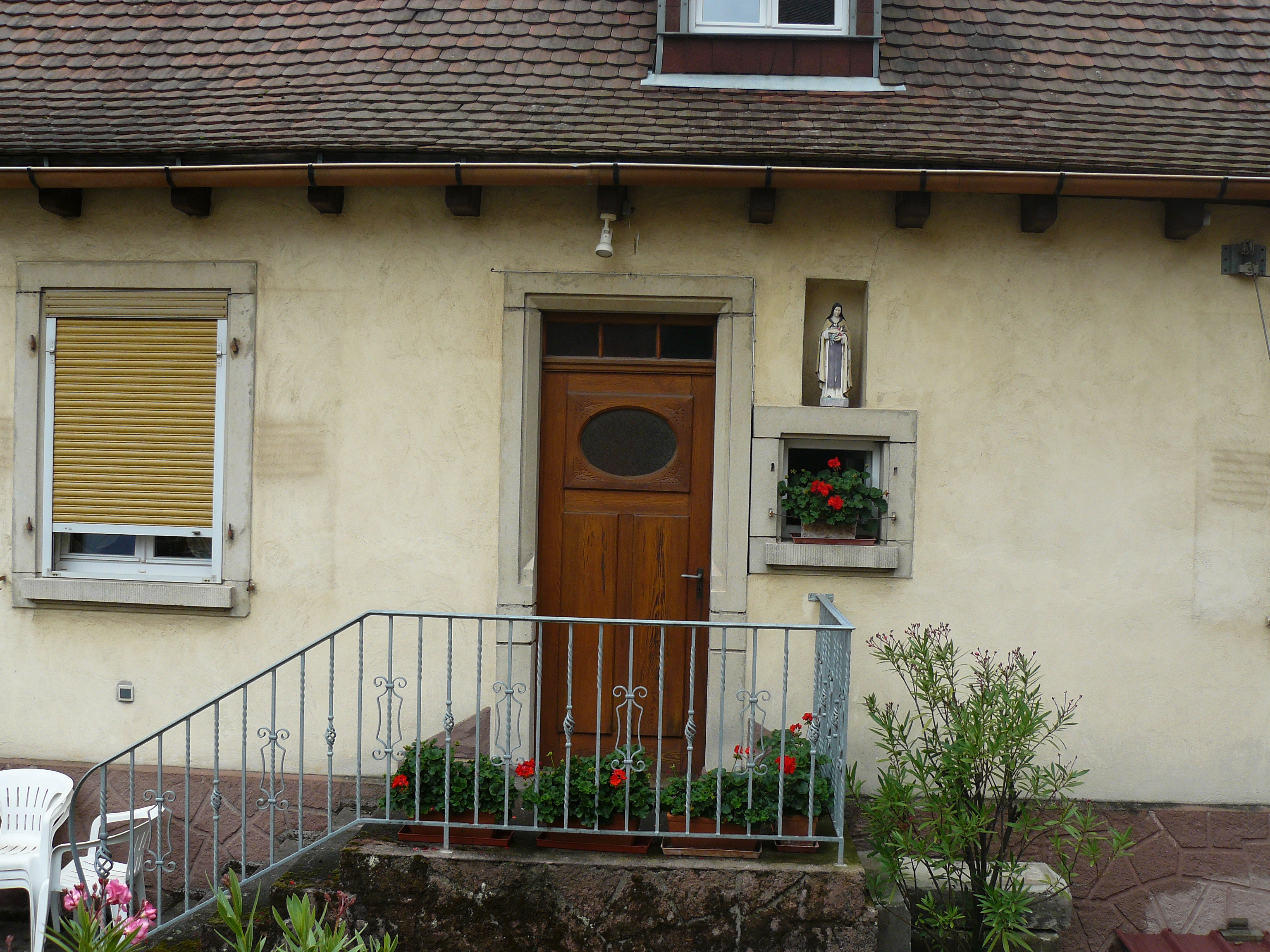
Maison avec une niche contenant une statue de la Vierge.

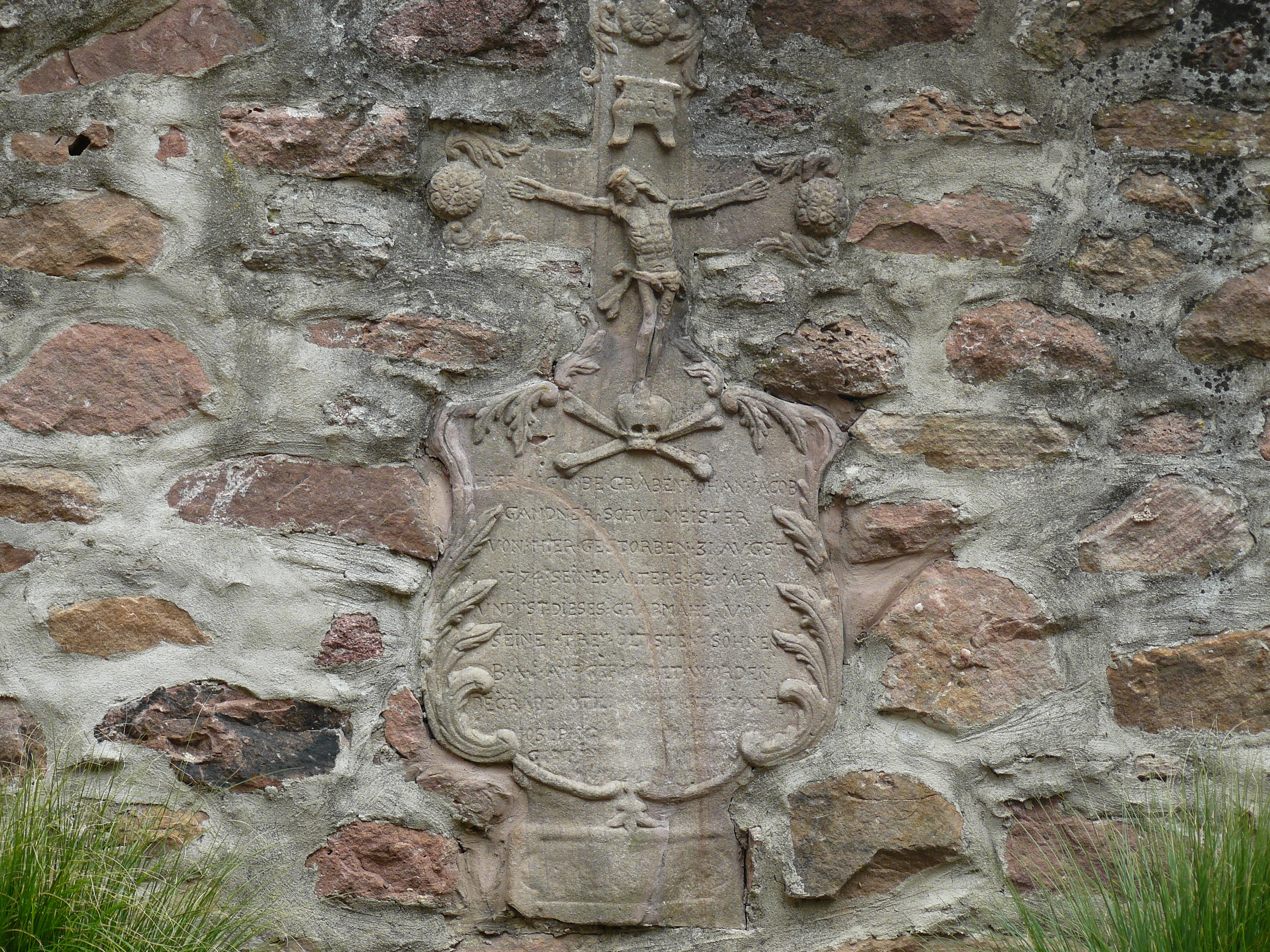
Pierre tombale de Jacob Gandner, schulmeister décédé le 3 août 1774 à l'âge de 63 ans, encastrée dans le mur à côté de l'église.

L'église Saint-Antoine-Ermite est attestée dès l'année 1371. L'édifice conserve encore quelques baies gothiques. L'église a été restaurée et agrandie durant les XVIIIe et XIXe siècles.

## Personnalités liées à la commune
- François Maurer (1922-2000), père spiritain, évêque de Saint-Pierre-et-Miquelon.